# Huta Szklana (Silésie)
Pour les articles homonymes, voir Huta Szklana.
Huta Szklana est une localité polonaise de la gmina de Kroczyce, située dans le powiat de Zawiercie en voïvodie de Silésie.